# Бужани
Бужа́ни (д.-рус. Бужа̑не) — літописне східнослов'янське плем'я, яке впродовж VIII-XI століть проживало на території західноукраїнських земель у басейні річки Західний Буг, від якої і походить його назва. Російський історик Михайло Тихомиров виводив племінну назву бужан від імені антського князя Божа.
Етнонім «бужани» ще у XI столітті був відомим Несторові-літописцеві, котрий згадує про них з-поміж 14-ти найбільших слов'янських племен напередодні утворення Руської держави: «…Бужане, зане сѣдоша по Бугу, после же велыняне…». Після того, як у ІХ-Х ст. бужани увійшли до складу Київської Русі, у давніх писемних джерелах про них більше не згадано.  
Згадки про бужан містяться у давньоруських літописах («Повість минулих літ») та іноземних хроніках («Баварський географ»). За даними Баварського географа, на землях, заселених бужанами, було близько 230 укріплених городищ. У Повісті минулих літ розповідається про те що бужани і волиняни раніше називалися дулібами. 
Головними центрами бужан, були міста: Белз, Буськ, та інші.      
Гегемонія дулібів поширювалася на весь підвладний їм регіон ще в VI ст., але після аварського завоювання дулібський племінний союз розпався, і частина його територій опинилась в залежності від Аварського каганату. У IX-Х ст. черв'яни мали чільне місце в суспільстві перед бужанами, пізніше волиняни зайняли лідерство у політично-економічному житті надавши назву Волині.